# 첩혈쌍웅
첩혈쌍웅(喋血雙雄, The Killer)은 1989년 개봉한 홍콩 영화이다. 오우삼 감독이 연출하고 주윤발 등 홍콩느와르를 대표하는 배우들이 열연하여 큰 인기를 얻은 홍콩 느와르의 대표작이다.

## 줄거리
살인 청부업자인 아장(주윤발)은 살인청부를 실행하다 무고한 여가수 제니(엽청문)의 눈을 실명하게 만든다. 이에 대한 자책감으로 제니의 주변을 맴돌던 아장은 제니와 사랑에 빠진다. 한편 과감한 결단력으로 수사를 진행하는 이응(이수현)은 경찰 상부로부터 이때문에 늘 문책을 당하는 입장이다. 한편 아장은 제니의 각막 수술 비용을 벌기 위해 토니왕이라는 재력가이자 암흑가와도 연관성이 있는 자의 살인 청부를 맡고, 이응은 상부의 명령으로 토니왕의 경호를 맡지만 그다지 내켜하지는 않는다. 아장이 토니왕을 저격하고 도주하자 이응은 이를 추격하는데 침착함을 잃지 않으면서 무고한 희생을 피하는 아장에게 이응은 강한 인상을 받는다. 한편 아장은 토니왕의 암살을 지시한 토니왕의 조카 헤이왕으로부터 돈을 받기는커녕 오히려 살해 위협을 받고 도주하게 된다. 이응은 제니에게 접근해서 아장을 체포하러 시도하지만 실패하고 문책당한다. 아장을 노리고 잠복해있던 이응의 동료경관과 헤이왕의 부하들은 충돌해서 이응의 동료경관은 사망하게 되고 이에 분노한 이응은 아장을 추격하지만 아장의 의리, 우정, 사랑에 감복해 아장의 편이 된다. 한편 아장의 살인청부 대리인 역할을 하던 아장의 친구가 아장이 받아야 할 돈을 받아내려다 헤이왕의 부하들에게 살해당하자 아장은 복수를 다짐하고 직접 자신을 죽이러 부하들과 찾아온 헤이왕과 총격전을 벌인다. 그 과정에서 헤이왕의 부하들은 모두 죽고 제니는 헤이왕에게 인질로 잡힌다. 제니를 구하려다 아장은 온몸에 총격을 받고 결국 사망하고, 헤이왕은 도주하던 끝에 경찰들을 보자 목숨을 건지기 위해 자수한다. 그러나 이를 쫓아온 이응은 경찰들에게 체포된 헤이왕에게 총을 쏘면서 아장을 위해 복수를 결행한다.

## 등장 인물
- 주윤발 (아장 역)
- 이수현 (이응 역)
- 엽천문 (제니 역)

## KBS 성우진 (2002년 8월 11일)
- 신성호 - 아장(주윤발)
- 성완경 - 이응(이수현)
- 정미숙 - 제니(엽천문)
- 이호인 - 풍강(주강)
- 장광 - 중야(증강)
- 김준 - 왕해(성규안)
- 장승길 - 국장
- 김태웅 - 조사관
- 나수란 - 할머니
- 문지현 - 간호사
- 김수중 - 진 반장
- 이승주 - 방룡
- 원호섭 - 경찰 1
- 이장원 - 경찰 2